# Cantón de Herserange
El cantón de Herserange era una división administrativa francesa, que estaba situada en el departamento de Meurthe y Mosela y la región de Lorena.

## Composición
El cantón estaba formado por seis comunas:
- Haucourt-Moulaine
- Herserange
- Hussigny-Godbrange
- Longlaville
- Mexy
- Saulnes

## Supresión del cantón de Herserange
En aplicación del Decreto nº 2014-261 de 26 de febrero de 2014, el cantón de Herserange fue suprimido el 22 de marzo de 2015 y sus 6 comunas pasaron a formar parte; tres del nuevo cantón de Longwy y tres del nuevo cantón de Villerupt.